# Сисей, Момоду
Момо́ду Си́сей (англ. Momodou Ceesay; род. 24 декабря 1988, Банжул) — гамбийский футболист, нападающий.

## Клубная карьера
Момоду начал свою футбольную карьеру в клубе из родного города — «Уоллидан». Затем переехал в Европу и играл в молодёжных клубах Швейцарии и Англии. Это помогло ему подписать контракт с бельгийским клубом Лиги Жюпиле «Вестерло».
С чемпионом Словакии ФК «Жилина» Сисей подписал контракт летом 2010 года. Первый свой гол в Цоргонь-лиге забил 31 июля 2010 года. Момоду сыграл очень важную роль в продвижении «Жилины» в Лиге чемпионов 2010/11 (команда попала в групповой этап), забив три гола. В 2012 году стал с клубом чемпионом Словакии и выиграл Кубок страны.
В 2013 году подписал трёхлетний контракт с алматинским «Кайратом». И неплохо зарекомендовал себя, с ходу забив 12 голов в 28 матчах и став лучшим бомбардиром команды. Трижды становился призёром чемпионата Казахстана и выиграл Кубок страны — 2014. Но с приходом в клуб забивного ивуарийца Жерара Гоу стал меньше получать игрового времени и летом 2015 года решил поменять команду.
Затем пробовал себя в трёх странах: Израиле, снова в Словакии и Финляндии.
В июне 2018 года возвращается в Казахстан, в петропавловский «Кызыл-Жар СК».

## Международная карьера
Дебют Момоду в национальной сборной состоялся 30 мая 2010 года в игре против Мексики. Первый свой гол за сборную футболист забил 4 сентября 2010 года в матче против Намибии.

## Матчи и голы за сборную
| # | Дата            | Место                              | Соперник     | Счёт | Итог | Соревнование          |
| - | --------------- | ---------------------------------- | ------------ | ---- | ---- | --------------------- |
| 1 | 4 сентября 2010 | Стадион независимости, Бакау       | Намибия      | 2:0  | 3:1  | Квалификация КАН 2012 |
| 2 | 9 февраля 2011  | Ду Рештелу, Лиссабон               | Гвинея-Бисау | 1:0  | 1:3  | Товарищеский          |
| 3 | 10 августа 2011 | Стадион независимости              | ДР Конго     | 3:0  | 3:0  | Товарищеский          |
| 4 | 29 февраля 2012 | Стадион независимости              | Алжир        | 1:0  | 1:2  | Квалификация КАН 2013 |
| 5 | 10 июня 2012    | Национальный стадион, Дар-эс-Салам | Танзания     | 1:0  | 1:2  | Квалификация ЧМ-2014  |

## Достижения
Жилина
- Чемпионат Словакии: 2011/12
- Кубок Словакии: 2011/12
- Финалист Кубка Словакии: 2010/11

Кайрат
- Серебряный призёр чемпионата Казахстана: 2015
- Бронзовый призёр чемпионата Казахстана: 2013, 2014
- Обладатель Кубка Казахстана: 2014

Сборная Гамбии
- Победитель кубка Африканских наций до 17 лет: 2005